# Mónica (uva)
Mónica es una uva tinta que crece sobre todo en Cerdeña. Es una de las pocas uvas que están permitida por las disposiciones legales de esa denominación. La vid se originó en España pero en la actualidad no es habitual en ese país. El vino hecho de estas uvas tiende a ser simple y está hecho para ser consumido joven.
Con esta uva se hace un vino dulce notable, el Monica di Cagliari. El Monica di Sardegna es un vino seco.